# Sonata para piano n.º 11 (Mozart)
La Sonata para piano n.º 11 en la mayor, K. 331/300i, cuyo tercer movimiento es conocido como Marcha turca, es una sonata para piano compuesta por Wolfgang Amadeus Mozart. Aún no es sabido a ciencia cierta cuándo y dónde compuso Mozart la sonata; probablemente en Viena o Salzburgo en 1783, que actualmente se considera lo más probable, aunque París y fechas tan lejanas como 1778 también han sido sugeridas.

## La obra
Se trata de la más célebre de las sonatas para piano de Mozart, particularmente por su movimiento final, que ha tenido innumerables transcripciones y versiones.
Muchos musicólogos (entre ellos Saint Fiux) sostienen que esta sonata sería en realidad la décima de la colección mientras que la precedente en do mayor tomaría el puesto de undécima. Sin embargo Alfred Einstein recuerda una carta datada el 9-12 de junio de 1784 dirigida por Mozart a su padre, en la que éete indica claramente las tres sonatas en do mayor, la mayor y la próxima en fa mayor.

## Estructura
Consta de tres movimientos:
1. Andante grazioso - un tema con seis variaciones.
2. Menuetto - un minuet y trío.
3. Rondò Alla Turca: Allegretto.

### Primer movimiento
Esta obra se inicia con un tema variado (como entonces se usaba frecuentemente en la escuela francesa)[cita requerida]; sus variaciones pertenecen al tipo más puro y flexible del estilo mozartiano.

### Segundo movimiento
El amplio Minueto que sigue y constituye el tiempo lento central tiene un carácter ampliamente cantabile y proviene visiblemente de los modelos de Schobert. 

### Tercer movimiento
El último movimiento, Alla Turca, popularmente conocido como la Marcha Turca, es frecuentemente escuchado por separado, y es uno de los más conocidos de todos los trabajos de Mozart. El mismo imita el sonido de las bandas turcas de Jenízaros, música que estaba muy de moda en la época. La vasta coda mayor, aquella en la que se parece ver entrar al Gran Sultán con ruido ensordecedor de tambores, fue añadida por Mozart en el momento de entregar la sonata a la editorial Artaria. 
Varias piezas musicales del momento imitaron esa música, incluida la ópera del mismo Mozart Die Entführung aus dem Serail (El rapto en el serrallo, KV 384).